# Mogilev (tỉnh)
Tỉnh Mogilev, hay tỉnh Mahiliow (tiếng Belarus: Магілёўская вобласць, đã Latinh hoá: Mahilioŭskaja voblasć, Магілёўская вобласьць, Mahiloŭskaja vobłaść; tiếng Nga: Могилёвская область, đã Latinh hoá: Mogilyovskaya Oblast), là một trong các tỉnh của Belarus. Trung tâm hành chính của tỉnh là thành phố Mogilev. Các thành phố quan trọng khác trong tỉnh là Asipovichy và Babruysk.

## Lịch sử
Cả hai tỉnh Mogilev và Gomel đều chịu thiệt hại nặng nề sau thảm họa lò phản ứng phóng xạ hạt nhân Chernobyl vào tháng 4 năm 1986.

## Địa lý
Tỉnh Mogilev có tổng diện tích 29.100 km2 (11.200 dặm vuông Anh), chiếm khoảng 14% tổng diện tích Belarus. Chiều dài lớn nhất từ bắc xuống nam là 150 km, từ đông sang tây là 300 km. Điểm cao nhất là 239 m trên mực nước biển và thấp nhất là 126 m trên mực nước biển.
Nhiều con sông chảy qua tỉnh Mogilev bao gồm Dnepr (Dniapro), Berezina, Sozh, Drut, Pronya và Ptsich. Tỉnh này cũng có các hồ nhỏ, hồ lớn nhất là hồ Zaozerye với diện tích mặt nước là 0,58 km². Hồ chứa nước Chigirin trên sông Drut có diện tích 21,1 km².
Điểm cực đông của Belarus nằm trong tỉnh Mogilev, ở phía đông của huyện Khotimsk.
Tỉnh Mogilev có khí hậu ôn đới lục địa. Khu vực này có mùa đông lạnh và mùa hè ấm. Nhiệt độ trung bình của tháng một đạt từ −8,2 °C (17,2 °F) ở phía đông bắc đến −6,5 °C (20,3 °F) ở phía tây nam. Nhiệt độ trung bình của tháng 7 đạt từ 17,8 °C (64,0 °F) ở phía đông bắc đến 18,7 °C (65,7 °F) ở phía tây nam. Thời kỳ sinh trưởng trung bình hàng năm của khu vực kéo dài khoảng 183–194 ngày. Lượng mưa trung bình là 575–675 milimét (22,6–26,6 in) một năm với khoảng 70% rơi vào mùa ấm (tháng 4–tháng 10).

## Nhân khẩu
Với tổng dân số 1.088.100 (2011), 353.600 cư dân sống ở nông thôn và 855.000 sống ở thành phố hoặc thị trấn. Có 639.300 phụ nữ và 567.300 nam giới trong khu vực, trong đó 288.100 người dưới 18 tuổi và 267.300 người cao tuổi.
Trong số các dân tộc chính sống ở tỉnh Mogilev, 1.044.000 cư dân là người Belarus, 132.000 người Nga, 3.500 người Do Thái, 2.800 người Ba Lan, 2.110 người Ukraina, 1.700 người Tatar, 1.300 người Litva, 1.100 người Armenia và 1.070 người Digan.

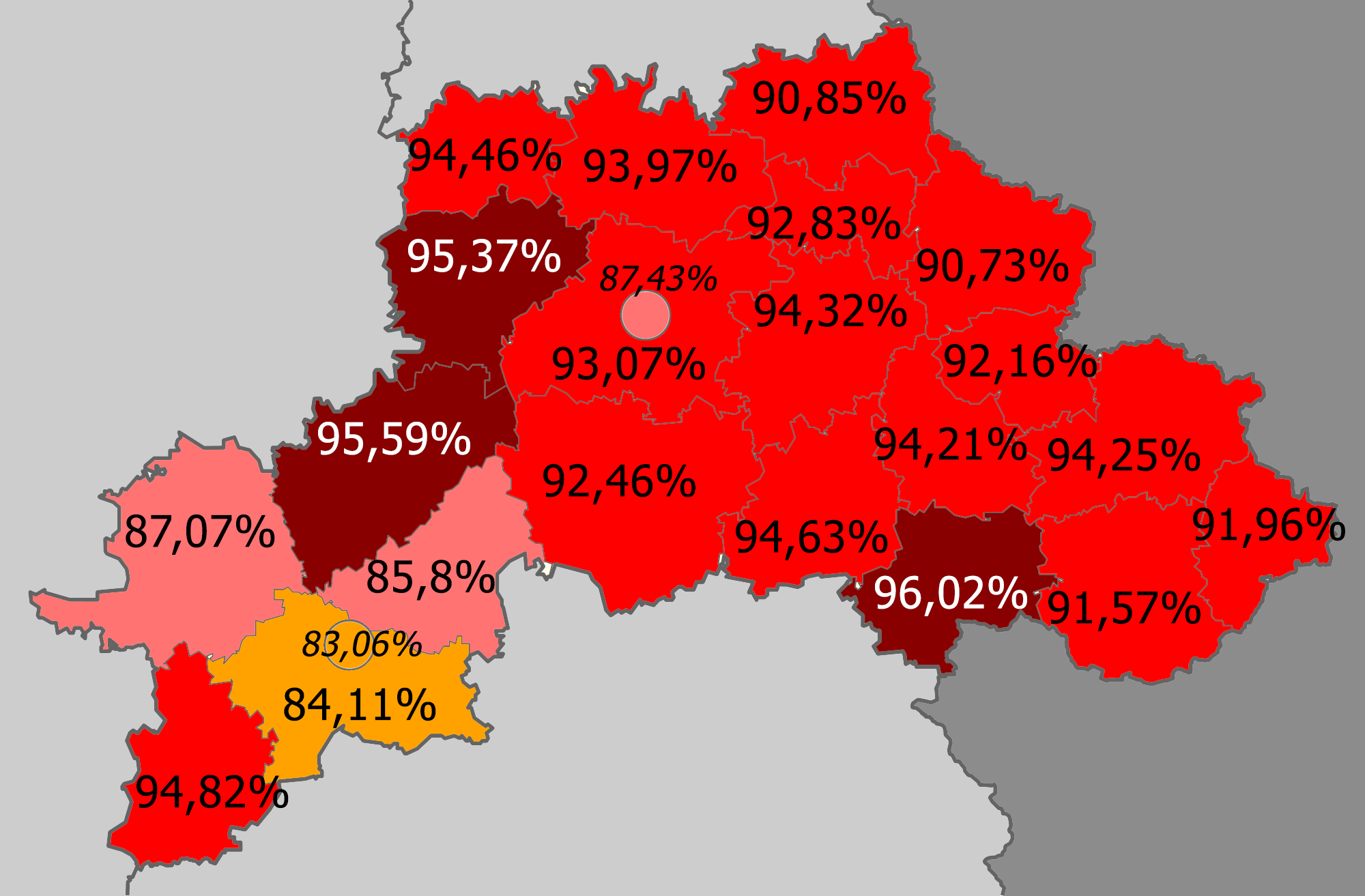
>95%}}  90–95%  85—90%  <85%
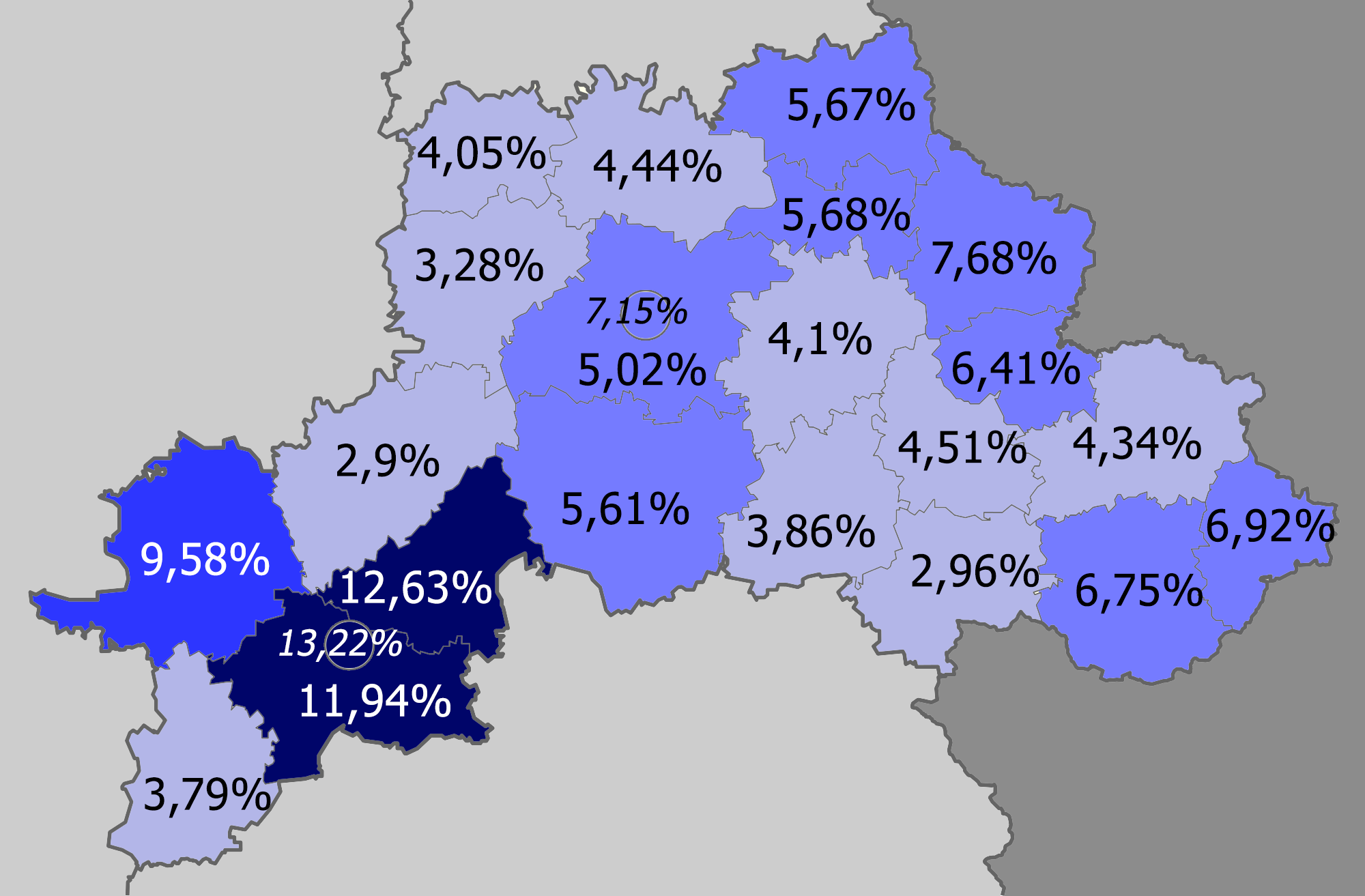
Người Nga trong tỉnh  >10%  8–10%  5–8%  <5%

## Hành chính
Ngày nay, tỉnh này bao gồm 21 huyện (raion), 195 selsovet, 14 thị trấn, 3 khu tự quản đô thị và 12 khu định cư kiểu đô thị.
Các huyện
21 raion (huyện) của tỉnh Mogilev là:
- Huyện Asipovichy
- Huyện Babruysk
- Huyện Byalynichy
- Huyện Bykhaw
- Huyện Chavusy
- Huyện Cherykaw
- Huyện Drybin
- Huyện Hlusk
- Huyện Horki
- Huyện Kastsyukovichy
- Huyện Khotsimsk
- Huyện Kirawsk
- Huyện Klichaw
- Huyện Klimavichy
- Huyện Krasnapolle
- Huyện Kruhlaye
- Huyện Krychaw
- Huyện Mogilev
- Huyện Mstsislaw
- Huyện Shklow
- Huyện Slawharad

Thành thị
| Tên gọi        | Tiếng Belarus | Tiếng Nga   | Dân số  |
| -------------- | ------------- | ----------- | ------- |
| Mogilev        | Магілёў       | Могилёв     | 365.100 |
| Babruysk       | Бабруйск      | Бобруйск    | 220.800 |
| Asipovichy     | Асiповiчы     | Осипо́вичи   | 34.700  |
| Horki          | Горкі         | Горки       | 34.000  |
| Krychaw        | Крычаў        | Кричев      | 28.200  |
| Bykhaw         | Бы́хаў         | Бы́хов       | 17.300  |
| Kastsyukovichy | Касцюковічы   | Костюковичи | 16.100  |
| Klimavichy     | Клiмавiчы     | Климовичи   | 16.000  |
| Shklow         | Шклоў         | Шклов       | 15.900  |
| Mstsislaw      | Мсьці́слаў     | Мстиславль  | 11.700  |
| Chavusy        | Чавусы        | Чаусы       | 10.800  |
| Cherykaw       | Чэрыкаў       | Чериков     | 8.400   |
| Slawharad      | Слаўгарод     | Славгород   | 8.300   |
| Klichaw        | Клічаў        | Кличев      | 7.500   |